# یخ شفاف

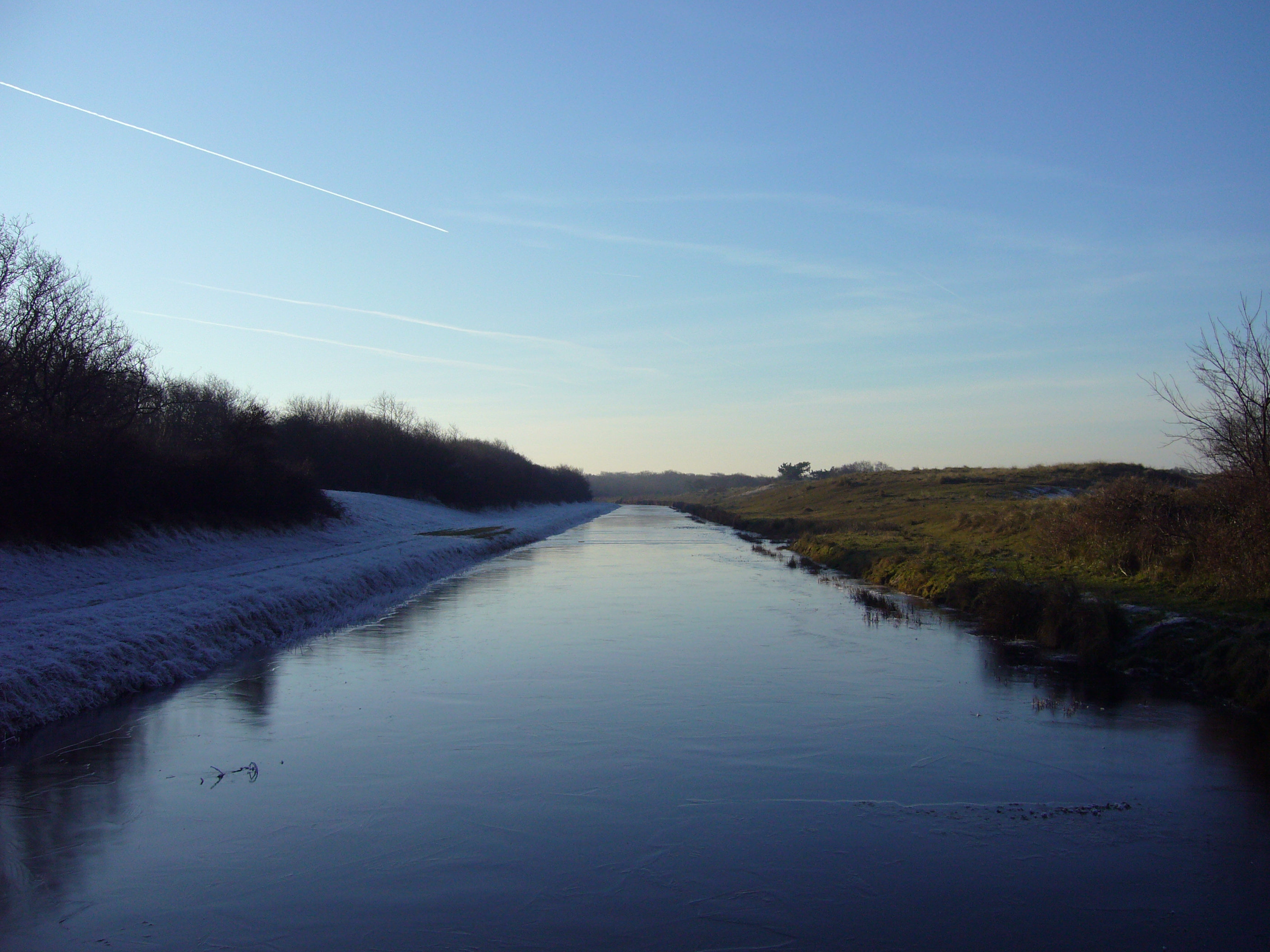
یخ شفاف بر روی رودخانه‌ای در هلند

یخ شفاف یا یخ سیاه به پوششی معمولاً شفاف و هموار از یخ گفته می‌شود. یخ شفاف لزوماً سیاه نیست، بلکه شفاف بودن آن باعث می‌شود هم‌رنگ چیزی که به آن چسبیده‌است به نظر برسد. تشکیل شدن یخ شفاف بر روی سطح جاده‌ها باعث می‌شود که جاده مرطوب بنظر برسد اما رانندگان متوجه یخ‌زدگی جاده نشوند. رانندگان در زمانی که دمای هوا زیر صفردرجهٔ سانتی گراد باشد و سطح جاده مرطوب به نظر برسد، باید احتمال تشکیل یخ سیاه را در نظر بگیرند. یک راه تشخیص آن دقت به پاشش آب توسط لاستیک خودروها است که در صورت یخ‌زدگی جاده دیده نمی‌شود. در دریاچه‌ها نیز یخ شفاف بر اثر انجماد آب دریاچه شکل می‌گیرد؛ در این فرایند که معمولاً در زمستان‌ها رخ می‌دهد آن بخشی از یخ سطح دریاچه را که حاصل از بارش برف است، یخ سفید، و آن بخش که حاصل یخ زدن آب دریاچه است را یخ سیاه می‌گویند، رنگ سیاه یخ به علت پیوستگی آن به فضای تاریک آب دریاچه است. یخ سیاه و یخ سفید دریاچه‌ها در جهت‌های متضاد گسترش می‌یابند، یخ سفید رو به بالا و یخ سیاه رو به پایین. به ندرت پیش می‌آید که در دریاچه‌ها شاهد تشکیل یخ سفید بدون وجود بستری از یخ سیاه باشیم در این شرایط ممکن است برف مستقیماً بر روی سطح دریاچه به حالت شناور بنشیند.
یخ شفاف در کنارهٔ رودخانه‌ها نیز ممکن است دیده شود، در لبه‌های صاف و کشیدهٔ کناری رود معمولاً جریان‌های گردابی وجود دارد و تنها سطح بالای آب فرصت آن را پیدا می‌کند که به اندازهٔ کافی سرد شود و یخ تشکیل دهد. چنین یخ‌های شفافی علاوه بر گسترش رو به پایین، رو به مرکز رودخانه و جایی که رود آشفتگی بیشتری دارد نیز در حال گسترشند و اگر سطح رودخانه چندان پهن نباشد ممکن است یخ‌های دو ساحل رودخانه به هم برسند و کل سطح آن یخ بزند.

## یخ سیاه در جاده
یخ سیاه به لایهٔ نازکی از یخ شفاف شیشه مانند روی سطوح گفته می‌شود. این نوع یخ واقعاً سیاه رنگ نیست. بلکه شفاف و بی‌رنگ است و باعث می‌شود که سطح آسفالت زیر آن دیده شود. به همین دلیل یخ سیاه نامیده می‌شود.
در منطقه دارای یخ سیاه دانه‌های برف و گلوله‌های یخی دیده نمی‌شوند؛ بنابراین یخ زدگی نامرئی است و راننده متوجه خطر نمی‌شود و سرعت خود را کاهش نمی‌دهد؛ بنابراین این مناطق در جاده‌ها بسیار خطرناک هستند.
چون لایه یخ بسیار نازک است، یخ سیاه بسیار شفاف بوده و در مقایسه با برف و یخ تقریباً غیرقابل تشخیص است. این موضوع، رانندگی و راه رفتن روی سطح جاده را بسیار خطرناک می‌کند.
در دمای زیر ۱۸- درجه سانتیگراد معمولاً با نمک می‌توان یخ زدایی کرد. همچنین در دماهای بسیار پایین از سایر مواد مانند منیزیم کلراید یا کلسیم کلراید استفاده می‌شود.
در دماهای زیر ۱۸- درجه، با رطوبتی که از اگزوز خودروها بیرون می‌آید، روی سطح آسفالت یخ سیاه تشکیل می‌شود که شرایط خطرناکی را برای رانندگان به وجود می‌آورد. در ایالت مینه‌سوتا آمریکا در دسامبر ۲۰۰۸ سوانح زیادی در اثر یخ سیاه اتفاق افتاد. در چنین دمایی، نمک هم قابلیت ذوب یخ را ندارد.
حتی وقتی که دمای هوا بالاتر از صفر درجه سانتیگراد است، ممکن است به علت گرم شدن سریع هوا، سطح آسفالت هنوز گرم نشده و دمایی زیر صفر درجه داشته باشد. در چنین شرایطی نیز امکان تشکیل یخ سیاه وجود دارد که خطرات رانندگی را بسیار افزایش می‌دهد.